# Jyotshna Polavarapu
Jyotshna Polavarapu (* 22. Dezember 1988) ist eine indische Badmintonspielerin.

## Karriere
Jyotshna Polavarapu wurde bei der indischen Badmintonmeisterschaft 2007 Vizemeisterin im Mixed mit Manuel Vineeth. Bei den India International des gleichen Jahres wurde sie Zweite im Damendoppel und Fünfte im Mixed. 2011 wurde sie bei den nationalen Titelkämpfen erneut Zweite im Damendoppel mit Pradnya Gadre.